# Natalja Chruszczelowa
Natalja Pietrowna Chruszczelowa, ros. Наталья Петровна Хрущелёва (ur. 30 maja 1973 w Tawdzie) – rosyjska lekkoatletka specjalizująca się w biegach średniodystansowych, uczestniczka letnich igrzysk olimpijskich w Atenach (2004).

## Sukcesy sportowe
- mistrzyni Rosji w biegu na 800 metrów – 2003[1]

| Rok  | Miasto    | Zawody              | Konkurencja        | Wynik         |
| ---- | --------- | ------------------- | ------------------ | ------------- |
| 1994 | Helsinki  | Mistrzostwa Europy  | sztafeta 4 × 400 m | srebrny medal |
| 1998 | Budapeszt | Mistrzostwa Europy  | sztafeta 4 × 400 m | srebrny medal |
| 2003 | Paryż     | Mistrzostwa świata  | bieg na 800 m      | brązowy medal |
| 2003 | Monako    | Światowy finał IAAF | bieg na 800 m      | 7. miejsce    |

## Rekordy życiowe
- bieg na 400 metrów – 51,49 – Tuła 24/07/2000
- bieg na 400 metrów (hala) – 52,46 – Moskwa 19/01/2001
- bieg na 800 metrów – 1:56,59 – Tuła 31/07/2004
- bieg na 800 metrów (hala) – 2:00,68 – Karlsruhe 15/02/2004